# 狂犬病疫苗
狂犬病疫苗是指用來預防狂犬病的疫苗。目前已有很多有效且安全的疫苗。在暴露於病毒（例如被狗或蝙蝠咬）之前或之後一段時間都可以施打狂犬病疫苗。在接種三劑後可以有長期的免疫力，一般注射方式是皮膚注射或是肌肉注射。若已暴露在病毒中，除了施打疫苗，還會施打狂犬病抗體。疫苗對人及其他動物都相當有效。狗類接種狂犬病疫苗有助於避免狂犬病散播到人類，現在很多國家和地區都有要求寵物主人為寵物接種狂犬病疫苗的強制規定。
狂犬病疫苗對於各個年齡層在施打上都是安全無虞的。大約有35-45%的民眾在接踵後會有短暫的紅腫以及在施打部位會有疼痛感，約5-15%的人有發燒、頭痛或暈眩的症狀。曾接觸或暴露在狂犬病病毒環境中的患者也沒有接種的疑慮，大多數的疫苗裡都沒有硫柳汞的成份。用神經組織所製造的狂犬病疫苗只在少數國家中使用，多在亞洲與拉丁美洲，但此種疫苗有較多的副作用，在有效性上也不比一般疫苗好。因此，世界衛生組織不鼓勵此類疫苗的廣泛使用。
第一批的狂犬病疫苗在1885年問世，並在隨後的1908年有了改良版本的狂犬病疫苗。全球數以百萬的人被施打疫苗，預估每年因此而拯救了250,000個人。狂犬病疫苗被列入世界衛生組織規範的基本藥物清單，是維持基本醫療系統最重要的用藥建議 。在開發中國家，施打狂犬病疫苗的療程在2014年時，大約花費44至78美金，而在美國施打狂犬病疫苗則需花費超過750美金。